# Ново-Покровский район (Семипалатинская область)
Ново-Покровский район — административно-территориальная единица в составе Семипалатинской области Казахской ССР, существовавшая в 1944—1963 годах. Центр — село Ново-Покровка.

## История
Ново-Покровский район был образован 8 мая 1944 года в составе Семипалатинской области. К району отошли следующие сельсоветы Бель-Агачского района: Ерназаровский, Жаймовский, Зубаировский, Красноаульский, Николаевский, Октябрьский, Петропавловский, Подборный, Пролетарский, Степной, Тукаевский, Уяллинский, а также Бель-Агачский поссовет.
31 декабря 1952 года был упразднён Николаевский сельсовет.
4 августа 1954 года Октябрьский сельсовет был присоединён к Тукаевскому. Упразднён Пролетарский сельсовет. Бель-Агачский сельсовет переименован в Ново-Покровский.
10 октября 1957 года Уялинский сельсовет был присоединён к Красноаульскому. Жаймовский сельсовет был переименован в Орловский.
11 ноября 1957 года в состав Ново-Покровского района вошли сельсоветы упразднённого Жана-Семейского района: Багинский, Глуховский, Знаменский, Иртышский, Коконский, Тепкашинский, а также Байуакский и Жана-Семейский аулсоветы.
30 сентября 1958 года населённый пункт Чаган преобразован в рабочий посёлок.
16 декабря 1959 года упразднён Ерназаровский сельсовет, из Абайского района в Ново-Покровский передан Абайский сельсовет.
19 апреля 1961 года Байуакский сельсовет передан в Бескарагайский район.
19 мая 1961 года образован Бакинский сельсовет с центром в селе Коростели.
5 сентября 1961 года Коконский сельсовет присоединён к Знаменскому, а Багинский — к Глуховскому, также за счёт упразднённого Багинского сельсовета образован Семейтауский сельсовет с центром в селе Семейтау.
2 января 1963 года Ново-Покровский район упразднён, его территория разделена между Абайским (Знаменский и Семейтауский сельсоветы), Бескарагайским (Глуховский и Жиеналинский сельсоветы) и Бородулихинским (посёлок Бель-Агач, Бакинский, Зубаировский, Иртышский, Красноаульский, Новопокровский, Орловский, Петропавловский, Подборный, Степной, Тенкселинский и Тукаевский сельсоветы) районами.